# كأس كوستا ريكا 2015
كأس كوستا ريكا 2015 (بالإسبانية: Copa Banco Popular 2015)‏ هو موسم من كأس كوستا ريكا. كان عدد الأندية المشاركة فيه 20، وفاز فيه نادي كارتاهينيس.